# 湖南广益实验中学
湖南广益实验中学是由湖南师范大学附属中学于1997年创办的国有民办普通完全中学。校名源于湖南师范大学附属中学的前身（由禹之谟于1905年创办的惟一学堂，后更名为广益中学）。现设有初中部和高中部。后初中部更名为长沙市华益中学，高中部更名为长沙市弘益高级中学。

## 历史沿革
- 1997年，由湖南师范大学附属中学创办。
- 2007年，进行股份制改造，迁址至长沙市雨花区体育新城古曲南路179号。
- 2018年，新建的东校区投入使用，高中部全部迁移至东校区。[1]
- 2022年3月30日，湖南广益实验中学在其微信公众号上向家长发表声明称，学校将改名为长沙市华益中学。[2]
- 2022年4月21日，湖南广益实验中学变更学校名称获得许可，变更后学校名为长沙市华益中学。[3]

## 校园环境
学校现有东、南两个校区，南校区位于长沙市雨花区体育新城古曲南路179号，占地110余亩。东校区位于长沙市经济技术开发区漓湘东路178号，占地120余亩。截止2019年4月，有117个教学班，在读学生6100余人。全校教职员工670余名，其中专任教师400余名，高级教师36名，一级教师171名。